# Sainte-Madeleine-de-la-Rivière-Madeleine
Sainte-Madeleine-de-la-Rivière-Madeleine är en kommun i provinsen Québec i Kanada. Den ligger i regionen Gaspésie–Îles-de-la-Madeleine, i den östra delen av landet, 900 km nordost om huvudstaden Ottawa.